# Néstor Reverol

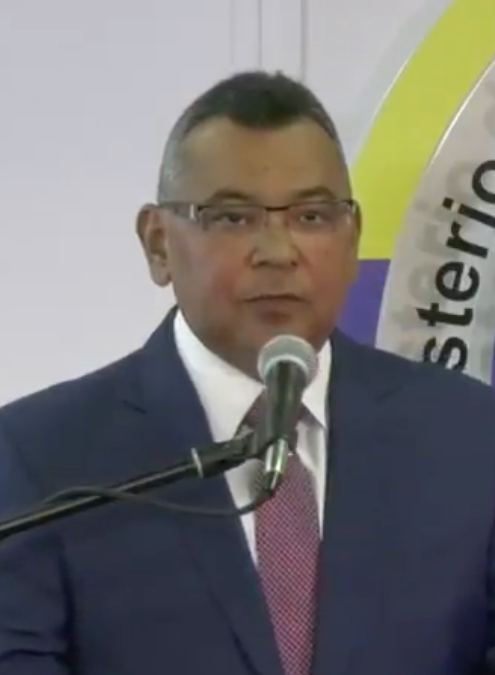
Néstor Reverol (2018)

Néstor Reverol (* 28. Oktober 1964 in Maracaibo, Venezuela) ist ein venezolanischer Politiker.

## Leben
Reverol gehört zu dem Personenkreis von Venezolanern, die seit 2017 bzw. 2018 sanktioniert werden u. a. von Kanada, der Schweiz und Panama.
Zwischen 2014 und 2016 war er Oberbefehlshaber der Nationalgarde von Venezuela.
Im März 2016 wurde gegen Reverol in den USA Anklage erhoben wegen Drogenhandels mit Kokain im Tonnenbereich; er soll als Leiter des Amtes für Drogenfahndung zwischen 2008 und 2010 geholfen haben, Kokain von Kolumbien über Venezuela in die USA zu schmuggeln.
Im August 2016 ernannte ihn Nicolás Maduro zum Minister für Inneres, Justiz und Frieden von Venezuela.